# Benicia
Benicia è una città costiera degli Stati Uniti di 27 930 abitanti situata nella contea di Solano, in California.

## Geografia fisica

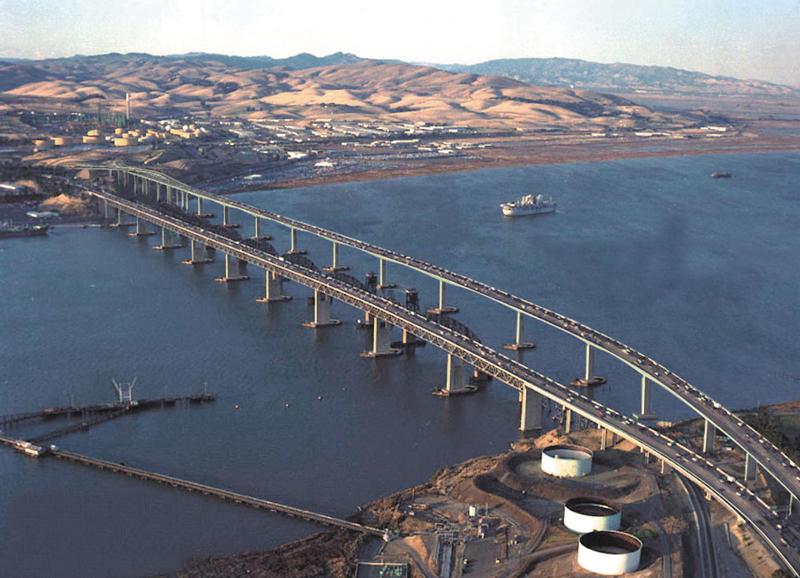
Benicia-Martinez Bridge

La città si trova nella San Francisco Bay Area, lungo la costa nord dello stretto di Carquinez, a est della città di Vallejo. Un ponte a traliccio lungo 1900 m, noto come Benicia-Martinez Bridge, la collega alla città di Martinez, posta a sud di Benicia.

## Storia

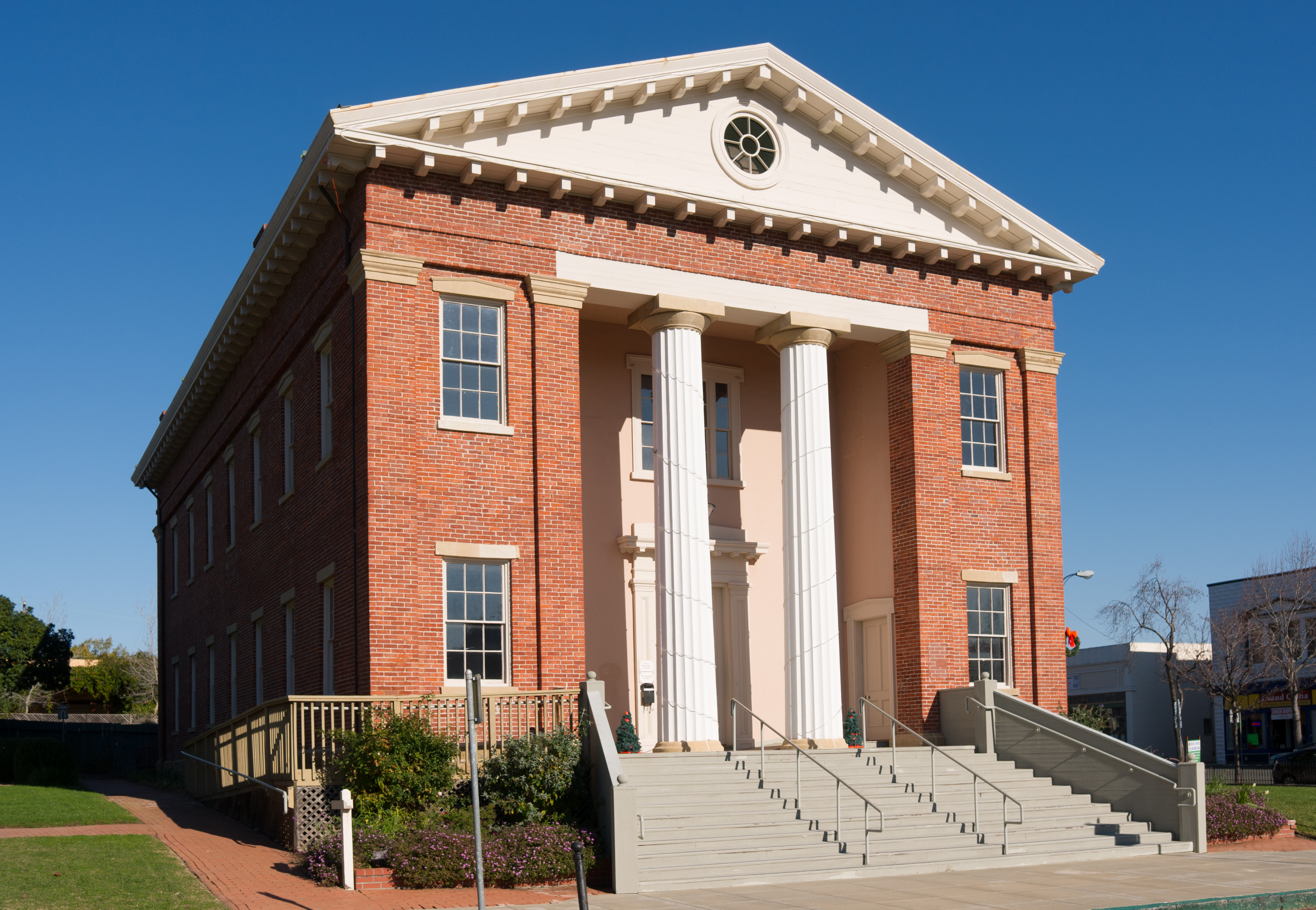
Municipio di Benicia

Benicia è stata la prima città della California ad essere fondata dagli anglo-americani. La fondazione è avvenuta il 19 maggio 1847 ad opera di Mat Keefe e del comandante generale Mariano Guadalupe Vallejo, su un terreno di proprietà di quest'ultimo. 
La città venne battezzata inizialmente "Francisca", come il primo nome della moglie del generale, Francisca Benicia Carillo de Vallejo, successivamente, quando la città di "Yerba Buena" venne ribattezzata "San Francisco", anche "Francisca" mutò il nome in "Benicia", secondo nome della moglie di Vallejo. 
Benicia è stata capitale dello Stato della California, per poco più di un anno, dall'11 febbraio 1853 al 25 febbraio 1854, e anche capoluogo della contea di Solano fino al 1858, quando capoluogo di contea divenne Fairfield.

## Società

### Evoluzione demografica
Secondo il censimento americano del 2000, la popolazione di Benicia ammontava a 26 865 abitanti.
Nel 2006 è stata stimata una popolazione di 26 597, con un decremento quindi di 268 unità (-1%).